# Boris Vanderlek

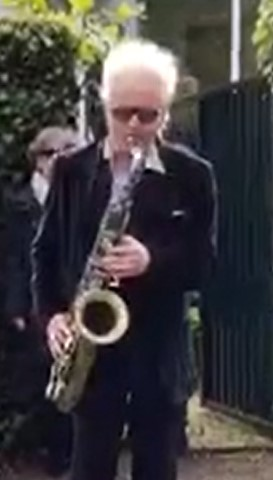
Boris Vanderlek (2024)

Boris Vanderlek (* 1965 in Den Haag als Boris van der Lek) ist ein niederländischer Jazz- und Bluesmusiker (Tenorsaxophon).

## Leben und Wirken
Vanderlek begann zunächst, Gitarre zu lernen. 1980 beeindruckten ihn auf dem North Sea Jazz Festival die Saxophonisten Illinois Jacquet, Arnett Cobb, Buddy Tate, Billy Mitchell und Buddy Johnson, die dort eine „Tenor Sax Battle“ spielten, so sehr, dass er sich autodidaktisch Tenorsaxophon beibrachte, in dem er zu den Platten aus der Sammlung seines Vaters spielte. Nur zwei Jahre später tourte er mit Buddy Tate. Mit 19 Jahren trat er als Wunderkind mit Illinois Jacquet und Arnett Cobb auf dem North Sea Jazz Festival auf. Dann arbeitete er mit Jaap Dekker, Aad van Pijlen und Frits Kaatee; Torsten Zwingenberger engagierte ihn für Tourneen und Plattenaufnahmen gemeinsam mit Harry Sweets Edison bzw. Plas Johnson.
1987 tourte Vanderlek mit dem Boulevard of Broken Dreams Orchestra in Kanada und Europa. 1988 trat er mit den Newport All Stars und den Benny Goodman All Stars und den Millers auf; weiterhin gab er Konzerte mit Joe Pass, Harry Sweets Edison sowie Butch Miles. Zudem gründete er zusammen mit Angelo Verploegen und Rolf Delfos das dem Hard Bop verpflichtete Sextett The Houdinis, dem er die ersten Jahre angehörte, in den USA tourte und mit dem er drei Alben vorlegte. Daneben bildete er mit Hans Dulfer das Projekt Tough Tenors, mit der er bis Mitte der 1990er Jahre durch Japan, China und Westeuropa tourte, aber auch beim Montreux Jazz Festival auftrat.
Zum New Jazz Meeting 1990 des Südwestfunks, das unter dem Motto „The Big Tenor Meeting“ stand, wurde Vanderlenk eingeladen. 1994 veröffentlichte er mit dem Pianisten Christian Willisohn das im Neuburger Jazzclub Birdland live mitgeschnittene Duoalbum Blues News, arbeitete aber auch mit Herman Brood. Dann gründete er seine eigene Band Breath Takin’ Angels. 2005 erschien sein erstes Soloalbum Blue & Sentimental bei Challenge Records International. 2010 spielte er mit Willisohn das Duoalbum Back in the Limelight ein.
Nach Jahren mit seiner eigenen Rockband The Breath Takin’ Angels arbeitete Vanderlek vor allem mit seiner Jazzband, im Duo mit Dulfer oder Rinus Groeneveld und als Solist mit Golden Earring. 2018 erschien im Duo mit dem Schlagzeuger und Dichter Jules Deelder, der ihn für den besten Saxophonisten der Niederlande hielt, das Album Jazz. Zuletzt erschien sein Album Ben & Sweets. Weiterhin ist er auf Alben von Glunder und Kenneth Harder zu hören.